# Liên đoàn bóng đá Perú
Liên đoàn bóng đá Peru (tiếng Tây Ban Nha: Federación Peruana de Fútbol) là tổ chức quản lý, điều hành các hoạt động bóng đá ở Peru. Liên đoàn quản lý đội tuyển bóng đá quốc gia Peru, tổ chức các giải bóng đá như vô địch quốc gia và cúp quốc gia. Liên đoàn bóng đá Peru gia nhập FIFA năm 1924 và CONMEBOL năm 1925.